# Târnava
Târnava (in passato Proştea Mare, in dialetto sassone Griuszpriustref, in ungherese Nagyekemező, in tedesco Groß-Probstdorf) è un comune della Romania di 3187 abitanti, ubicato nel distretto di Sibiu, nella regione storica della Transilvania. 
Il comune è formato dall'unione di 2 villaggi: Colonia Târnava e Târnava.